# Garmin
Garmin (NASDAQ: GRMN) é uma empresa de tecnologia americana, que desenvolve produtos de consumo baseados na tecnologia GPS.

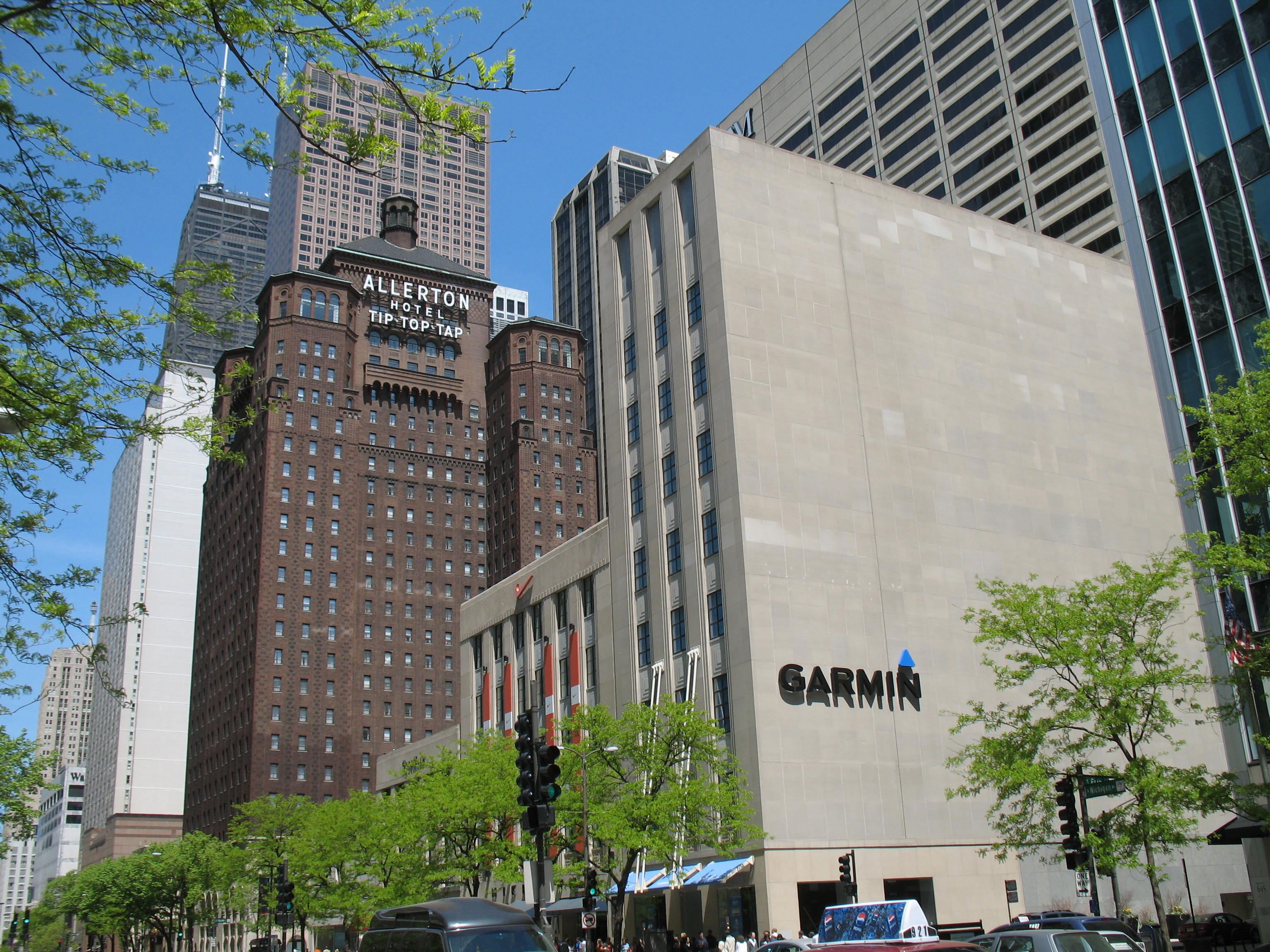
A única loja da Garmin, localizada na Magnificent Mile em Chicago.

A Garmin foi fundada em 1989 por Gary Burrell e Min H. Kao. Em 1995, as vendas atingiram 105 milhões de dólares e em 2006, 177 milhões, um aumento de 73 por cento dos 1.03 mil milhões de 2005. Em 2007, a Garmin começou a patrocinar o Middlesbrough clube da Premier League num contrato de um ano que foi renovado para a época 2008/09. Em 2008 começou a patrocinar a equipa de ciclismo Garmin-Sharp para promover a sua linha de produtos Edge.